# Прапор Граховського району
Прапор Граховського району є одним з офіційних символів муніципального утворення Граховський район Удмуртії, Росія. Прапор прийнятий рішенням Граховської районної Ради депутатів від 6 червня 2007 року. Прапор повністю дублює герб Граховського району.

## Опис
Прапор району являє собою прямокутне полотно з відношенням ширини до довжини 2:3, яке складається з 2 рівновеликих горизонтальних смуг: верхньої — синього та нижнього — червоного кольору. По центру смуг розташована емблема району. У верхніх кутах полотна розташовані білі хмари, що виходять.
Район є багатонаціональним, де проживають удмурти, росіяни, чуваші, марійці, кряшени та інші. Також він відомий своїм традиційний конярством. Тому зображення білої гримучої підвіски з двома кінськими головами, які символізують чоловічу та жіночу основи, є доречними. Підвіска, яка видає дзвінкий звук, є одним з оригінальних варіантів металічної пластики пермського звіриного стилю.
Білі хмари у верхній частині класичного французького щита з відношенням сторін 2:3 символізують божественну благодать. Зображення червленого грецького хреста з клинчасто-роздвоєними кінцями із срібною окантовкою вказують належність району до Удмуртії. Цей популярний орнамент тол езьє (шудо кізилі) або щаслива зірка є для удмуртів оберегом від бід та нещастя.
Червоний колір символізує радість, свято, силу, могутність, любов, право. Синій колір символізує велич, красу, ясність, божественність. Білий колір символізує чистоту, постійність, мудрість та невинність.